# ال‌پی-۲۱۱
ال‌پی-۲۱۱ (به انگلیسی: LP-211) یک آگونیست انتخابی و قوی گیرنده ۷ سروتونین است که نفوذ بهتری به مغز در مقایسه با سایر داروهای مشابهش دارد و اثرات مشابهی نیز در حیوانات ایجاد می‌کند.